# Канаґавський договір

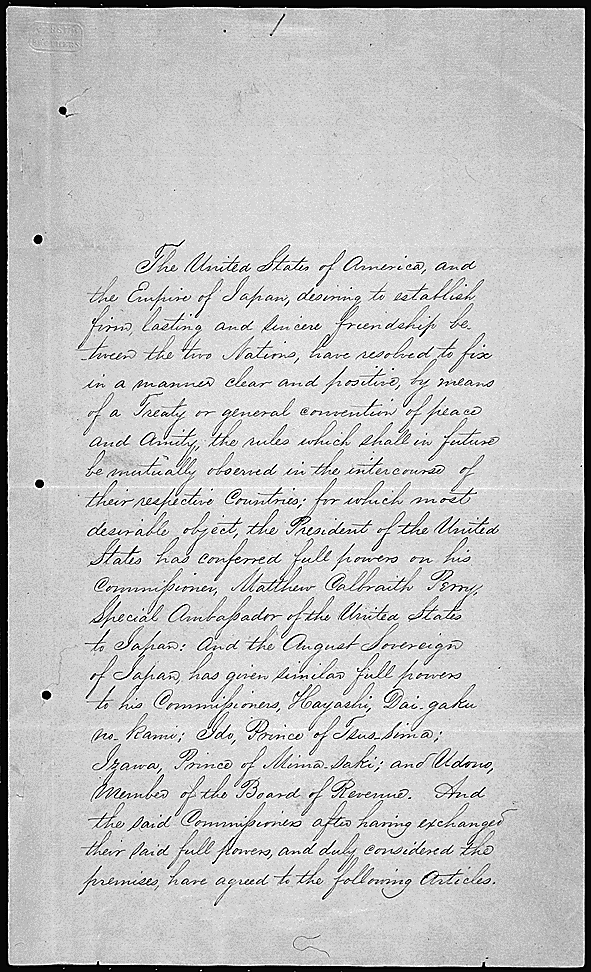
Перша сторінка англійської версії договору

Канаґавський договір (яп. 神奈川条約, かながわじょうやく, англ. Treaty of Kanagawa) — договір, підписаний 31 березня 1854 року в містечку Канаґава між Японією і США. Японську сторону представляв високопосадовець сьоґунату Хаясі Фукусай, сторону США — командувач Східноіндійським флотом Меттью Колбрайт Перрі. Згідно з договором, Японія відкривала для США порти Сімода та Хакодате, покінчивши з курсом ізоляції.
Офіційна назва: Договір про мир і дружбу між Японською державою та Сполученими штатами Америки.

## Короткі відомості
Канаґавський договір був нав'язаний США в особі Меттью Перрі японському уряду. Угода завершила двохсотліттю ізоляцію Японії для західних торговців і науковців.
Договір складався з передмови і 17 статей. Зміст статей наступний:
1. Японією та США декларували укладання вічного миру і дружби між їхніми народами.
2. Японія надавала дозвіл кораблям США входити в японські порт Сімода в провінції Ідзу та порт Хакодате на острові Хоккайдо. Порт Сімода відкривався з моменту підписання договору, 31 березня 1854 року, а порт Хакодате — з квітня 1855 року. Японці обіцяли забезпечувати американців водою, паливом і харчами.
3. Японія зобов'язувалася безплатно рятувати кораблі США, що зазнали аварії поблизу японських кораблів. Команди і майно кораблів повинні були доставлятися до Сімоди чи Хакодате.
4. Японія зобов'язувалася прихильно ставитися до громадянам США, які перебували в країні.
5. Японія надавала громадянам США, які перебували в Сімоді й Хакодате право вільного пересування цими портовими містами в межах семи японських миль.
6. Японія зобов'язувалася вирішувати усі проблеми з США шляхом переговорів.
7. Японія дозволяла США торгувати товарами за золото, срібло й інші товари, відповідно до правил, що встановлювалися японським урядом. США повинні були забирати назад ті товари, які не мали попиту.
8. Японія забороняла приватну торгівлю паливом, водою і харчами для кораблів США. Усі товари першої необхідності повинні були реалізовуватися через урядовців.
9. Японія надавала США режим найбільшого сприяння в торгівлі.
10. Японія забороняла кораблям США входити в інші порти окрім Сімоди і Хаокдате за відсутності штормової погоди.
11. Японія надавала США право відкрити консульство в Сімоді.
12. Обидві сторони зобов'язувалися ратифікувати договір у своїх країнах і протягом 18 місяців обмінятися зразками ратифікованих документів.